# Telenovelas (revista)
Telenovelas é uma revista semanal portuguesa, editada em Oeiras.

## História
Era dirigida desde a primeira edição, em 1998, pela jornalista Teresa Pais.
Pertencia ao Grupo Impresa, sai à segunda-feira e foi fundada por iniciativa do jornalista José Rocha Vieira. As suas tiragens situam-se acima dos 100 mil exemplares.
Rita Sena Lino é a atual diretora da revista.
Hoje pertence ao grupo Trust in News, adquirida em 2018.

## Formato
A revista semanal Telenovelas pretende ser um guia de todas as novelas, em que se pode saber com antecedência o que vai acontecer em cada uma das produções. Contém também entrevistas aos atores que dão vida às personagens, os segredos das novelas e o que se passa nos bastidores. É também uma publicação que procura dar resposta às dúvidas das mulheres de hoje, apresentando conselhos e soluções em áreas como sexo, saúde, filhos, bem-estar, moda e, entre outros, beleza.